# Swingfield
Swingfield är en ort och civil parish i grevskapet Kent i sydöstra England. Orten ligger i distriktet Folkestone and Hythe, cirka 7,5 kilometer norr om Folkestone. Civil parishen hade 1 183 invånare vid folkräkningen år 2021.
I civil parishen ligger även orten Densole.